# Ipomoea mcphersonii
Ipomoea mcphersonii là một loài thực vật có hoa trong họ Bìm bìm. Loài này được D.F. Austin mô tả khoa học đầu tiên năm 1996.